# Bosta l'autobus
Pour les articles homonymes, voir Bosta.
Pour plus de détails, voir Fiche technique et Distribution.
Bosta l'autobus (بوسطة, Bosta) est un film musical libanais réalisé par Philippe Aractingi et sorti en 2005 au Liban, en 2007 en France et le 4 avril 2008 au Québec.

## Synopsis
À son retour de France après 15 ans d'absence, Kamal veut reconstituer la troupe de danse qu'il avait formée avec ses amis d'enfance.
Mélangeant la danse traditionnelle libanaise, la dabkeh et la musique électronique, la troupe crée une nouvelle forme de dabké mais se voit refuser de participer au Festival de danse traditionnelle d'Anjar.
Elle décide alors de partir à bord d’un vieil autobus pour présenter sa nouvelle danse directement au public, dans les villages libanais.
L'autobus traverse ainsi le Liban, au cours d'une tournée mouvementée où les uns et les autres vont se rapprocher, se séparer, se retrouver. Les membres de la troupe apprivoisent leur pays et renouent avec les particularités, les habitants, leur enfance et leurs interrogations…
Ce voyage est aussi le voyage intérieur de toute une troupe, le parcours qui les mènera à faire le deuil de leur passé et leur permettra de se transformer.
Un road-movie musical à travers le Liban d'aujourd'hui, riche de son histoire et de ses différences.

## Fiche technique
- Titre français : Bosta l'autobus
- Titre original : بوسطة (Bosta)
- Réalisation : Philippe Aractingi
- Scénario : Philippe Aractingi
- Production : Fantascope Production
- Coproduction : City Films Lebanon
- Producteurs exécutifs : Marwan Tarraf
- Ingenieur Son : Myriam Chayeb
- Musique : Ali el-Khatib, Simon Emmerson, Martin Russell
- Mixage : Fabien Devillers
- Photographie : Garry Turnbull
- Distributeur : K-Films Amérique (Québec)
- Pays d'origine :  Liban

## Distribution
- Rodney el-Haddad : Kamal
- Nadine Labaki : Alia
- Nada Abou Farhat : Vola
- Omar Rajeh : Omar
- Liliane Nemri : Arze
- Bshara Atallah : Khalil
- Mounir Malaeb : Toufic
- Mahmoud Mabsout : M. Naim
- Rana Alamudin Karam : Isabelle